# Лопес, Оскар
Оскар Лопес (англ. Oskar Lopez; р. 1954, Сантьяго, Чили) — чилийско-канадский гитарист.

## Биография
Родился в Сантьяго. В 1979 году переехал в Калгари. Участвовал в канадских фестивалях фолк-музыки. В 1989 году вышел его дебютный альбом «Hola».
В 1997 году Лопес выступал в группе «The Compadres» с автором-исполнителем Джеймсом Килагханом. В 1998 году был сопродюсером трибьют-альбома «Volcán: Tributo a José José», посвящённого мексиканскому певцу Хосэ Хосэ. Оскар Лопес также продюсировал успешные альбомы: «En éxtasis», «Nandito Ako» Талии, «Ave María» Стефани Салас, «Algo Natural» Алехандры Гусман.
Несколько раз его альбомы были номинированы на Джуно, в 2002 году с альбомом «Armando’s Fire» стал лауреатом Джуно в номинации «Лучший инструментальный альбом года».

## Интересные факты
Во время перерыва в концертной деятельности Оскара Лопеса канадская фолк-рок группа Spirit of the West записала песню «Come Back Oscar» («Вернись Оскар»), вошедшую в их альбом «Star Trails».

## Дискография
- Hola, 1989
- Sueños, 1991
- Dancing on the Moon Contigo, 1994
- Heat, 1997
- Compadres (Oscar Lopez & James Keelaghan), 1997, совместно с Килагханом
- Seduction, 1998
- Armando’s Fire, 2000
- Flashback, 2002
- My Destiny, 2003
- ¿Buddy Where You Been? — Compadres, 2007
- Trifecta (Pavlo, Rik Emmett & Oscar Lopez), 2009